# Йосиф Американски, Канадски и Австралийски
Йосиф II е епископ от Българската православна църква, от 1989 година американски, канадски и австралийски митрополит.

## Биография
Роден е в село Славовица, Пазарджишко, на 6 декември 1942 година със светското име Иван Благоев Босаков. Основно образование получава в Славовица. От 1956 до 1961 година учи в Софийската духовна семинария. От 1966 учи в Софийската духовна академия, която завършва в 1970 г. Митрополит Максим Ловчански го постригва на 12 април 1970 година за монах в Троянския манастир при игумен архимандрит Геласий. На 3 май 1970 година е ръкоположен за йеродякон от митрополит Максим, а на 27 декември 1970 година и за йеромонах и е назначен за протосингел на Ловчанската митрополия.
Когато митрополит Максим е избран за патриарх, през юли 1971 година той го назначава за протосингел на Софийската епархия. От 10 октомври 1971 година Йосиф специализира в Москва, където руският патриарх Пимен с благоволението на Светия синод на Българската православна църква на 21 юли 1973 година го въздига в архимандритско достойнство.
След завръщането си в България, архимандрит Йосиф отново е протосингел на Софийската митрополия. На 7 декември 1980 година е ръкоположен за велички епископ в катедралата „Свети Александър Невски“ в София. За кратко е игумен на Троянския манастир, а после от 1 юни 1982 година пръв викарий на софийския митрополит.
На 1 април 1983 година става управляващ Акронската епархия в САЩ, а на 17 април 1986 година е избран за акронски митрополит. На 19 декември 1989 година след закриването от Светия синод на Акронската и Нюйоркската епархия и възстановяването на Американската и Австралийска епархия на 18 декември, е избран за митрополит на възстановената епархия. По решение на Петия църковно-народен събор, проведен на 17 декември 2001 година в София, титлата му е американски, канадски и австралийски митрополит.
През юни 2008 година митрополит Йосиф публикува свое обръщение към българския народ, в което поиска прошка за всички, на които е навредил при контактите си с органите на Държавна сигурност преди 1989 година. С това той става първият български духовник, който публично признава за връзките си с тайните служби на комунистическия режим и обявява, че е готов да си подаде оставката и да се оттегли в манастир. На 1 декември същата година Светият синод решава да не приема оставката му, като високо оценява архипастирския му труд в Америка.